# Platysenta pallescens
Platysenta pallescens là một loài bướm đêm trong họ Noctuidae.